# Carl Robert Kummer

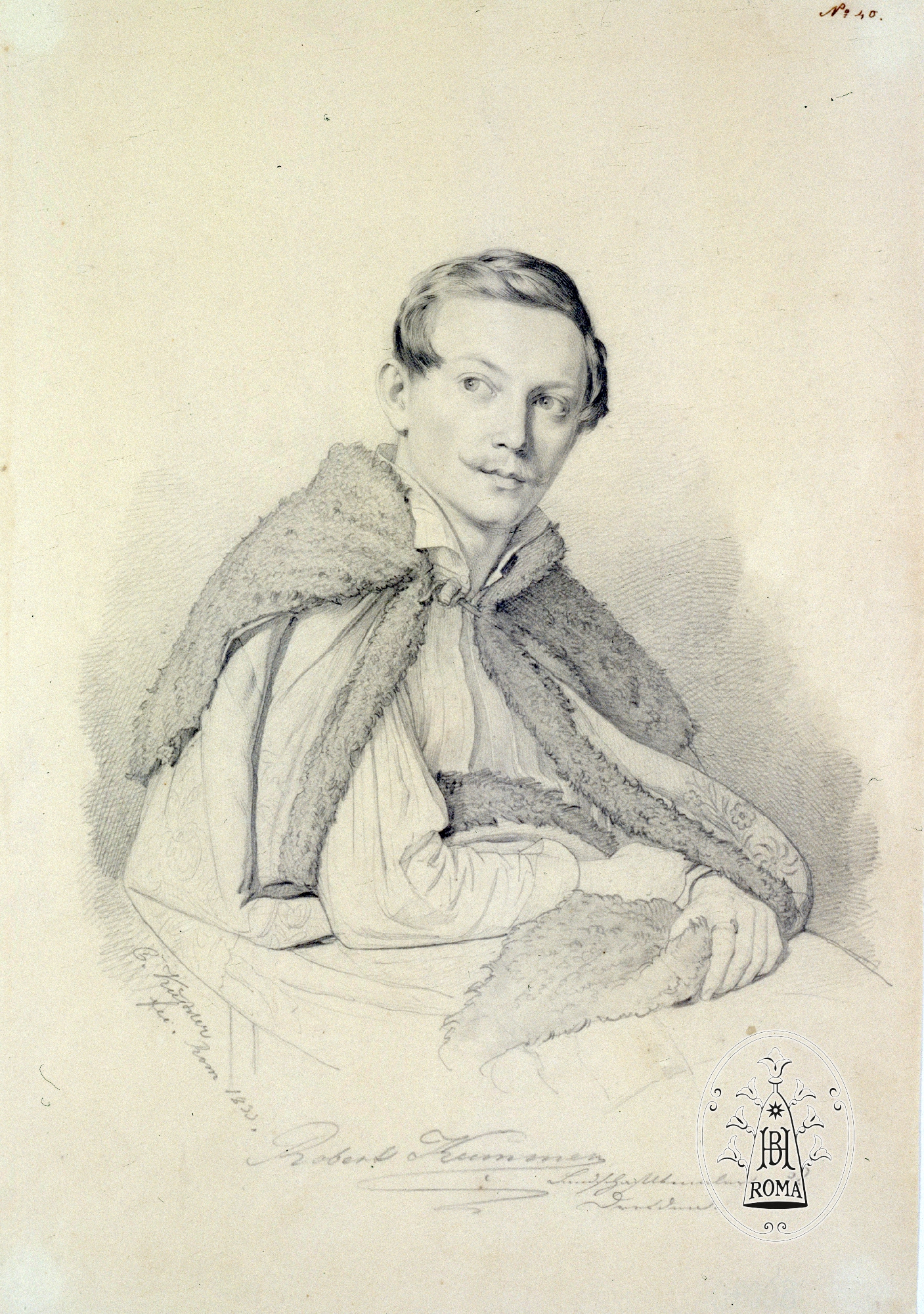
Porträt Robert Kummer, gezeichnet von Carl Gotthelf Küchler, Rom 1833

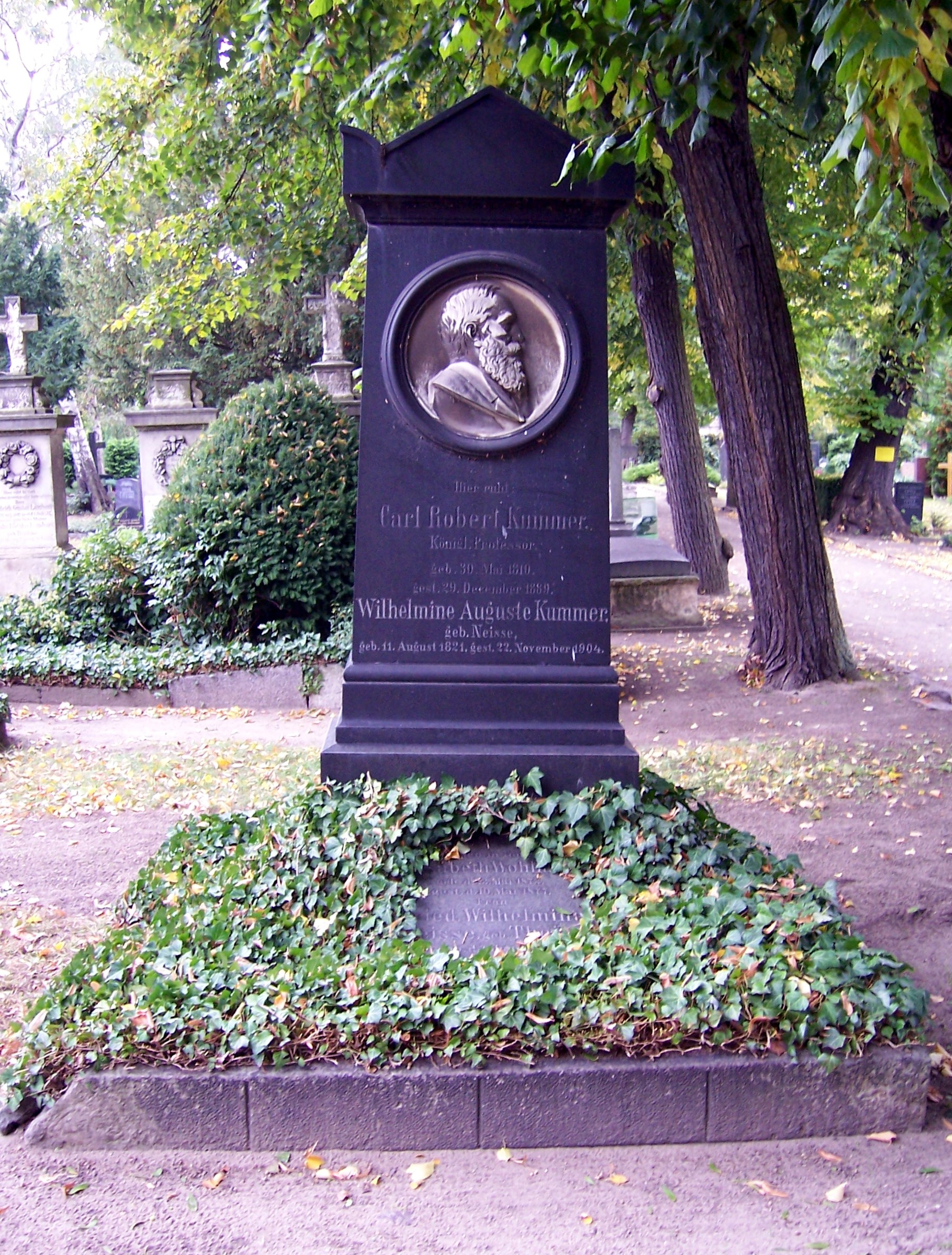
Grab Carl Robert Kummers, Trinitatisfriedhof in Dresden

Carl Robert Kummer (* 30. Mai 1810 in Dresden; † 29. Dezember 1889 ebenda) war ein deutscher Landschaftsmaler.

## Leben
Kummer begann seine künstlerischen Studien 1826 bis 1829 an der Dresdner Akademie bei Carl August Richter. Seit 1829 war er im Atelier von J. Ch. Clausen Dahl. Im Jahr 1831 oder 1832 unternahm er bis 1833, ausgestattet mit einem Stipendium der Regierung, eine erste Reise nach Italien. 1834 kam er gemeinsam mit Carl Küchler erneut nach Italien und unternahm 1835 von Rom aus einen Ausflug nach Ungarn. 1837 kam er nach Dresden zurück und unternahm später weitere Bildungsreisen, die ihn nach Dalmatien, Kroatien und Montenegro führten. Er besuchte die Länder der Alpen. Er begleitete 1859 den Prinzen Georg von Sachsen auf dessen Brautfahrt nach Portugal. Er kam auch nach Schottland (1851) und Ägypten (1868). Von diesen Reisen brachte er reiches Studienmaterial mit, das er zu wirkungsvollen Bildern verarbeitete. Größere Gemälde von ihm findet man in der Dresdener Galerie und im Städtischen Museum zu Leipzig. Der Sächsische Kunstverein erwarb mehrere seiner Bilder und ließ sie für die Vervielfältigung in der Bilderchronik stechen, so unter anderem die Gemälde Abend auf Capri, Hohlweg bei Pozzuoli und Hafen von Gaeta.
Kummer war an der Gründung der Deutschen Kunstgenossenschaft beteiligt und war Vorstand der Hermann-Stiftung, die durch jährliche Preisausschreiben und Stipendien sächsische Künstler unterstützte. Er wurde 1859 zum Professor ernannt. Eines seiner letzten Werke war ein Bildnis vom Einsturz des Kruzifixes auf der Dresdner Elbbrücke, das er aus eigener Erinnerung anfertigte. Dieses Unglück, zu dem es durch das Hochwasser am 31. März 1845 kam und bei dem die alte Augustusbrücke in Dresden stark beschädigt wurde, haben auch andere Künstler in Bildnissen festgehalten. Auf einem der Pfeiler befand sich ein großes 1670 von Andreas Herold gegossenes Kruzifix.
Kummer war Patenkind und Schüler Caspar David Friedrichs und hielt die Grabrede auf dessen Beerdigung. Er selbst wurde nach seinem Tod auf dem Dresdner Trinitatisfriedhof beigesetzt. Seine Grabporträtplatte wurde vom Dresdner Bildhauer Gustav Broßmann (1830–1897) gestaltet.

## Familie
Kummer heiratete Auguste (geborene Neisse, 1821–1904), mit der er fünf Kinder hatte:
- Anna Kummer (1844–1925) ⚭ 1865 mit Hugo Grahl (1834–1905), Agrarwissenschaftler
- Helene Bertha Kummer (1845–1930) ⚭ 1864 mit Albert Eugen Friedrich Denso (1830–1904), Konsul seit 1868[3]
- Louise Kummer (1846–1925) ⚭ Max Wohlfahrt († vor 1890), Postrat
- Oskar Ludwig Kummer (1848–1912) ⚭ 1875 Fanny (geborene Imhof, 1854–1944), Tochter des Bildhauers Heinrich Max Imhof
- Paul Kummer (1850–1900) ⚭ Anni (geborene March, * 1853)

Der Landschaftsmaler und Lithograf Julius Hermann Kummer, der 1849 in die Vereinigten Staaten auswanderte, war sein jüngerer Bruder.

## Werke (Auswahl)

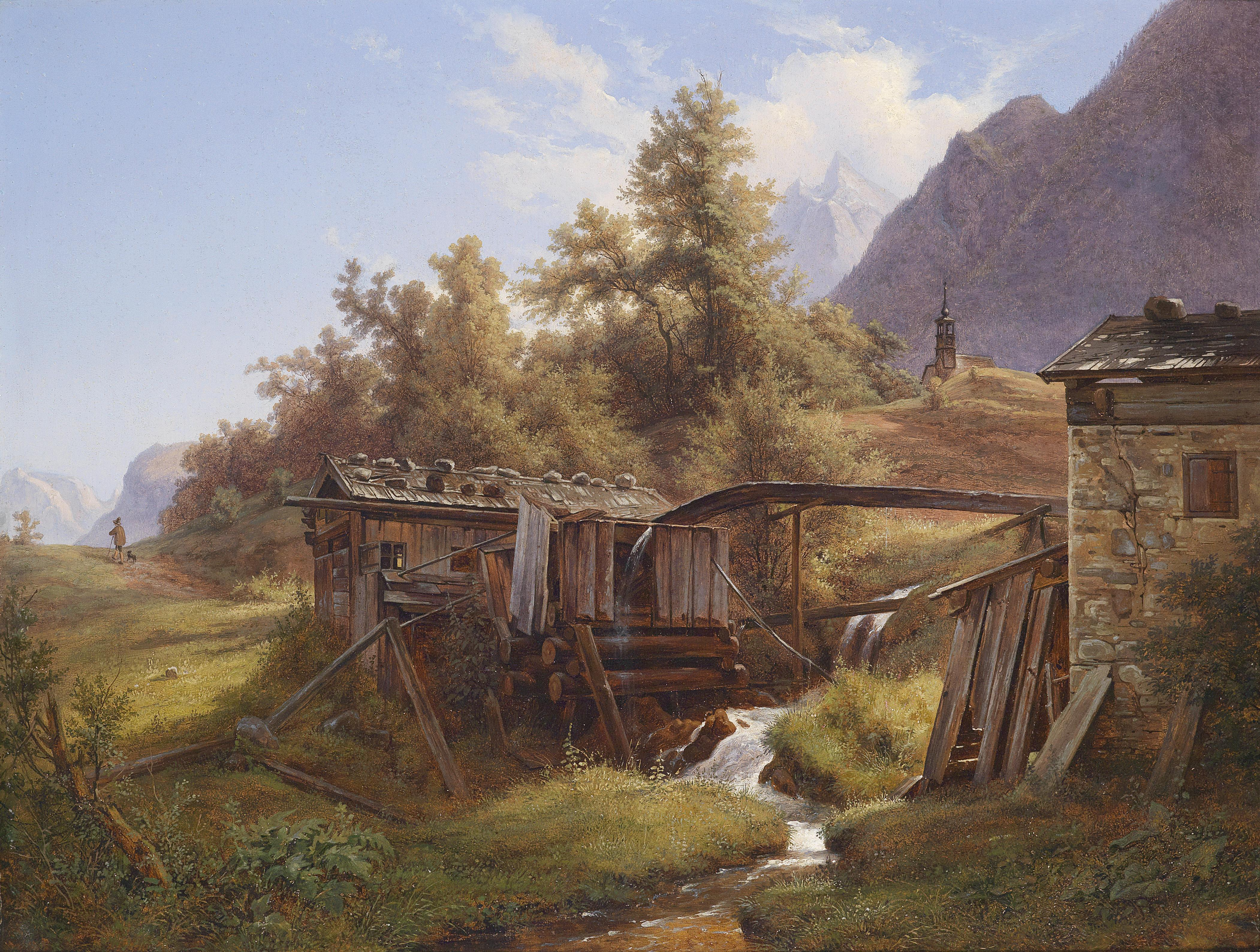
Alte Mühle im Thale bei Berchtesgaden (1840)

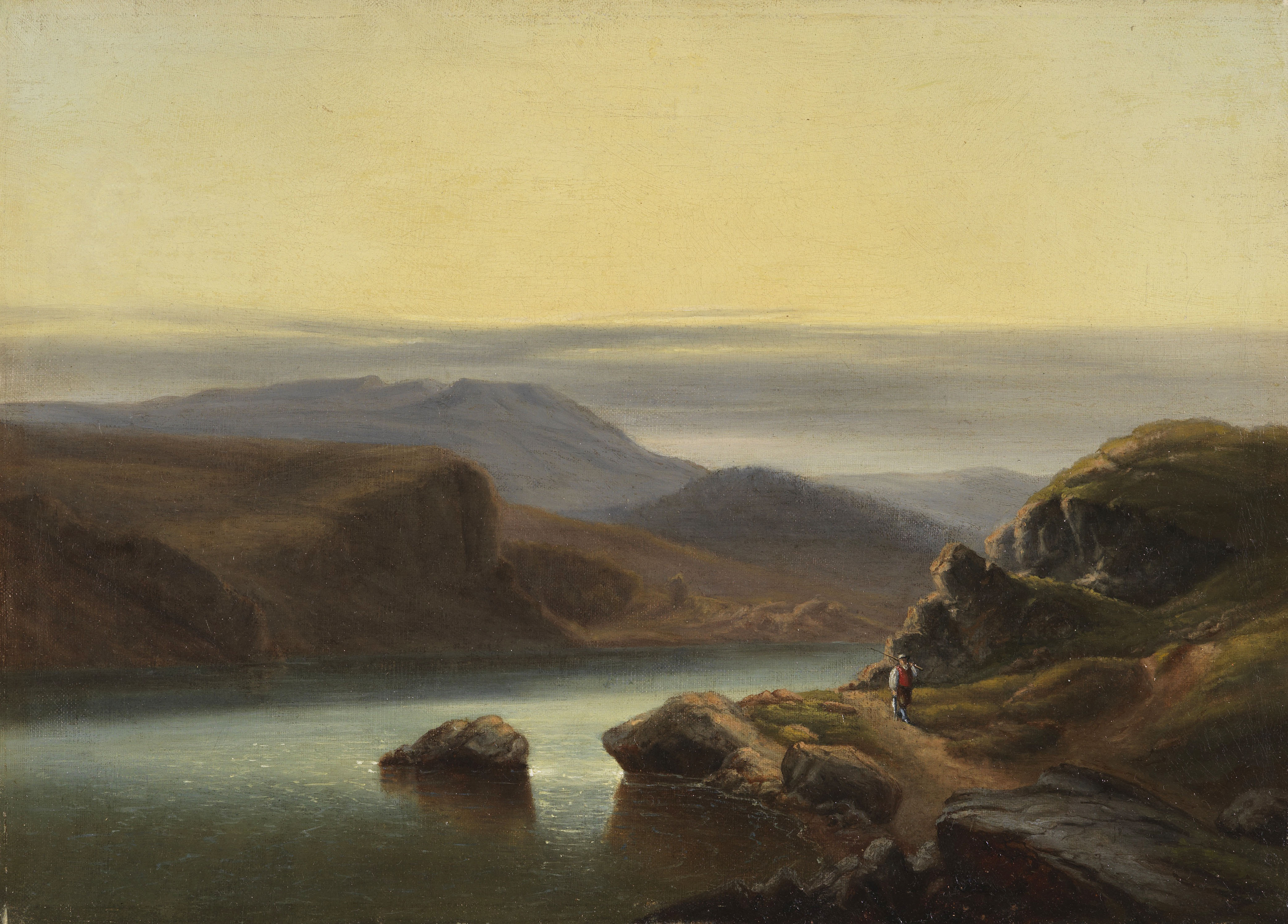
Schottische Landschaft (1851)

- Aussicht in die Sächsische Schweiz von der Höhe der Bärensteine (Öl auf Pappe, 25,5 × 36,2 cm)[5]
- Alte Mühle bei Berchtesgaden (1840)
- Reiter in der ungarischen Steppe (1847)
- Schottische Landschaft (1851)
- Das Wetterhorn-Massiv im Berner Oberland (1853)
- Blick von Montenegro auf die Gebirge von Albanien (1858)
- Die Augustusbrücke in Dresden während der Hochflut am 31. März 1845. Sturz des grossen Crucifixes vom erschütterten Elbpfeiler. (1888)

Aquarelle
- Schlosshof zu Altenburg (1877)
- Cattaro mit den Bergen von Montenegro

## Ehrungen (Auswahl)
- 1848 Ehrenmitglied der Dresdener Akademie
- Ritter des bayrischen Verdienstordens des heil. Michael 3. Klasse
- Ritter des roten Adlorordens 2. Klasse[6]